# Stockem (Eupen)
Stockem is een plaats in en stadsdeel van de Belgische gemeente Eupen.
Oorspronkelijk was Stockem de zetel van de heren van Eupen en Stockem. Zij woonden op het Kasteel van Stockem. Daarnaast vindt men in Stockem de Sint-Michaëlkapel van 1700.

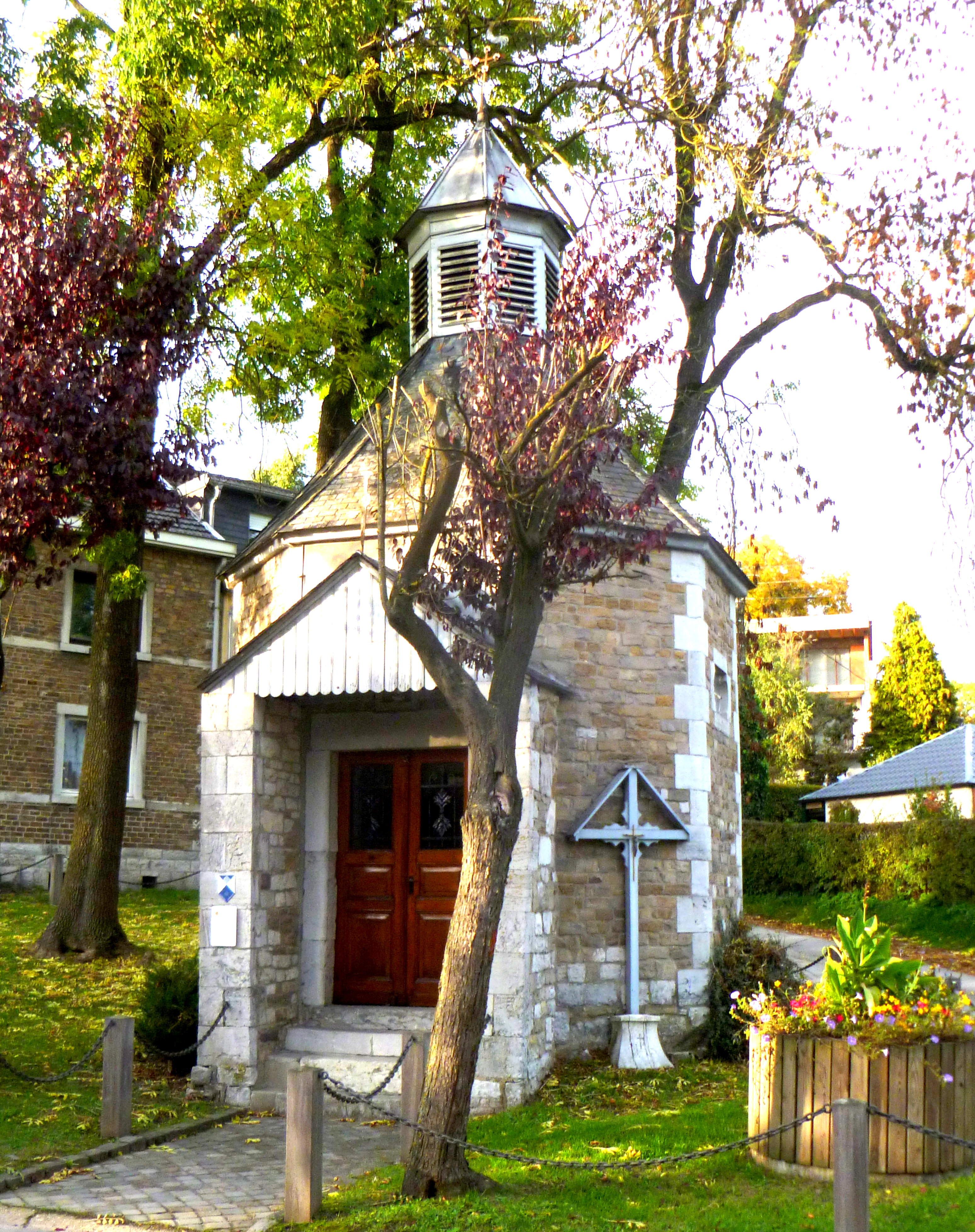
Sint-Michaëlkapel

Stockem ligt tussen Eupen en Membach., ten zuiden van de N61.

Deelgemeenten: Eupen · Kettenis

Overige kernen: Gemehret · Nispert · Rothfeld · Stockem · Ternell

Belgische gemeenten · Duitstalige Gemeenschap · Arrondissement Verviers · Luik · Wallonië